# Daniel Tongning
 (mai 2025).
Motif : page déjà supprimée en 2023, voir Discussion:Daniel Tongning/Admissibilité.
- Archive Wikiwix
- Bing
- Cairn
- DuckDuckGo
- E. Universalis
- Gallica
- Google
- G. Books
- G. News
- G. Scholar
- Persée
- Qwant
- (zh) Baidu
- (ru) Yandex
- (wd) trouver des œuvres sur Wikidata

| 1. | Préciser le motif de la pose du bandeau. | Précisez le motif de la pose du bandeau en utilisant la syntaxe suivante : {{admissibilité à vérifier\|date=juillet 2025\|motif=remplacez ce texte par le motif}}                    |
| 2. | Informer les utilisateurs concernés.     | Pensez à avertir le créateur de l'article, par exemple, en insérant le code ci-dessous sur sa page de discussion : {{subst:avertissement admissibilité à vérifier\|Daniel Tongning}} |

Daniel tongning est un écrivain d'expression française, né en 1953 à Baleveng, dans la région de l’Ouest du Cameroun. 
C'est un auteur dont l’œuvre s’inscrit dans une démarche de représentation des réalités sociales, en particulier celles du Cameroun. À travers ses écrits, il propose une lecture personnelle et analytique des sociétés africaines. Parmi ses publications figurent Dans les Chemins de la Liberté, énonciation d’une Pensée (Éditions de Midi) et Le bonheur de regarder dans la vie . Ses ouvrages témoignent d’une approche à la fois introspective et critique, avec pour objectif de mettre en évidence des aspects souvent peu explorés ou marginalisés.

## Biographie

### Enfance et Formation
Il commence sa scolarité à l’école protestante de Ndzah, où il effectue ses études primaires, avant de poursuivre son enseignement secondaire à Dschang puis à NKongsamba. En septembre 1976, il s’installe à Paris pour y poursuivre des études supérieures. De là il réussit à être diplômé de troisième cycle en sciences économiques et sociales des universités Paris 1, université de Paris 13, ainsi que du Conservatoire national des arts et métiers.
Il a à son actif une quinzaine d'oeuvres littéraires

### Vision panafricaine et comparative
L’œuvre de Daniel Tongning s’étend au-delà du contexte camerounais. Au cours de ses séjours au Sénégal, en Gambie et dans la région du Sine Saloum, il observe que chaque peuple africain possède ses propres lieux sacrés et traditions spirituelles. Il évoque notamment la pointe de Sangomar au Sénégal, considérée comme un site sacré par les Sérères, pour illustrer la richesse et la diversité des croyances sur le continent. Cette approche comparative nourrit sa réflexion et met en lumière à la fois les éléments communs et les particularités des cultures africaines.

### Carrière
Il exerce en tant que formateur en conseil et pratiques sociales, et occupe un poste de responsabilité au sein de l’association «Le Lien» en Seine-Saint-Denis. Par ailleurs, il collabore avec le «Cabinet Systemaction» dans le domaine de la formation continue, ainsi qu’avec la «Fondation Armée du Salut» à Paris dans le secteur de l’intervention sociale.

## Oeuvres
- Daniel tongning, Une saison dans les montagnes de l'ouest Cameroun, Publibook, 2011 (ISBN 9782748369144)
- Complots sur les bords du Mfoundi à Yaoundé[6]
- Le corrupteur, le corrompu, la victime et les manières d'exercer le pouvoir[7]

- Discours poétiques ; des manières d'exalter la vie [8]

- Doctrines, faits et comportements au Cameroun : Le constat[9]
- La foutaise ou pays des gens en esclavage [10]
- Le roman des batailles des vertus au Cameroun [11]
- Le monde de mes amours[12]
- Visage des gens du sud[13]

- Les peurs cachées ou les confessions d'un sentiment amoureux complexe[14]
- Mela Ponthy et les Sept Sages: discours sur les causes et maux de l’existence[15]

- Lettres camerounaises[16]
- lettres à mon ami blanc [17]

### Poèmes
- De la Vie dans le Temps: Anthologie des Poèmes Épars[18]